# Euplexidia
Euplexidia là một chi bướm đêm thuộc họ Noctuidae.

## Loài
- Euplexidia albiguttata (Warren, 1912)
- Euplexidia benescripta (Prout)
- Euplexidia noctuiformis (Hampson, 1896)
- Euplexidia violascens (Boursin, 1964)